# Vrh, Šentrupert
Vrh este o localitate din comuna Šentrupert, Slovenia, cu o populație de 30 de locuitori.